# Folgore (nome)
Folgore  è un nome proprio di persona italiano maschile.

## Origine e diffusione
Nome di scarsissima diffusione, riflette la fama di Folgóre da San Gimignano, poeta di corte del primo Trecento. Nel suo caso, "Folgore" non era il suo vero nome (che era Giacomo o Jacopo), bensì un soprannome derivato dal termine fulgore ("splendore", dal latino fulgere, "risplendere"), dovuto alla sua fama e alla bellezza delle sue poesie. Etimologicamente è vicino al nome Fulgenzio, che viene dalla stessa radice.

## Onomastico
Il nome è adespota, ossia privo di santo patrono; l'onomastico si può festeggiare eventualmente il 1º novembre, festa di Ognissanti.

## Persone
- Folgóre da San Gimignano, poeta medievale